# 하루히노역
하루히노역(일본어: はるひ野駅)은 일본 가나가와현 가와사키시 아사오구에 있는 오다큐 전철 다마선의 역이다. 역 번호는 OT 04이다. 유니버설 디자인에 배려한 설계이지만, 풍력이나 태양광 하이브리드 발전 설비가 개통 시부터 도입된 것이 특필된다. 2개의 승강장을 연결하는 과선교가 1개의 큰 지붕을 덮고 있는 것이 외관 상의 특징에서 2005년 철도 건축 협회상에 입선되었다.

## 역 구조
10량 편성 대응의 상대식 승강장 2면 2선의 구조를 갖고, 당역이 건설된 2004년의 일본 내 신설역으로는 드물게 지상역에서 두 승강장과 과선교가 통풍 채광에 배려하여 거리의 상징이 되기를 의도한 1가지는 큰 지붕 덮고 있는 것이 외관 상의 특징이다. 개찰구는 북문과 남문의 2개소, 북쪽 출입구는 신유리가오카역 플랫폼(이하, 상행 승강장)에서 몇 계단을 내려가는 곳에 있고 남쪽 출입구는 가라키다역 플랫폼(이하, 하행 승강장)과 같은 일면에 위치하고 있다. 역무실은 남쪽 출입구에 설치되었으며 역무원은 남쪽 출입구에만 배치되어 있다. 역무원이 배치되는 시간대는 7:30 ~ 11:00과 13:00 ~ 막차 시간대 뿐 그 이외의 시간대에는 무인이다. 정격 출력 400kW의 풍력 발전기 10기와 이를 보완하는 정격 출력 136kW의 태양 전지 8기로 구성된 하이브리드형 발전 시스템을 일본에서 처음 도입되고 역 설비의 전력의 일부를 충당하고 있으면서 이외, 상행 플랫폼 상 가게의 일부가 녹화되어 있다. 두 플랫폼과 과선교를 연결하는 에스컬레이터와 엘리베이터가 설치되어 상행 승강장의 엘리베이터는 북문으로 연결되어 있다. 하행 승강장에는 휠체어나 오스토 메이트 대응의 개인 화장실이 설치되어 상행 승강장에도 보통 화장실이 있다. 상행 승강장에는 냉난방 장비의 대합실이 설치되어 있다. 2010년도에는 행선지 안내기가 설치되었다. 당역은 2005년 철도 건축 협회상에 입선하였다.

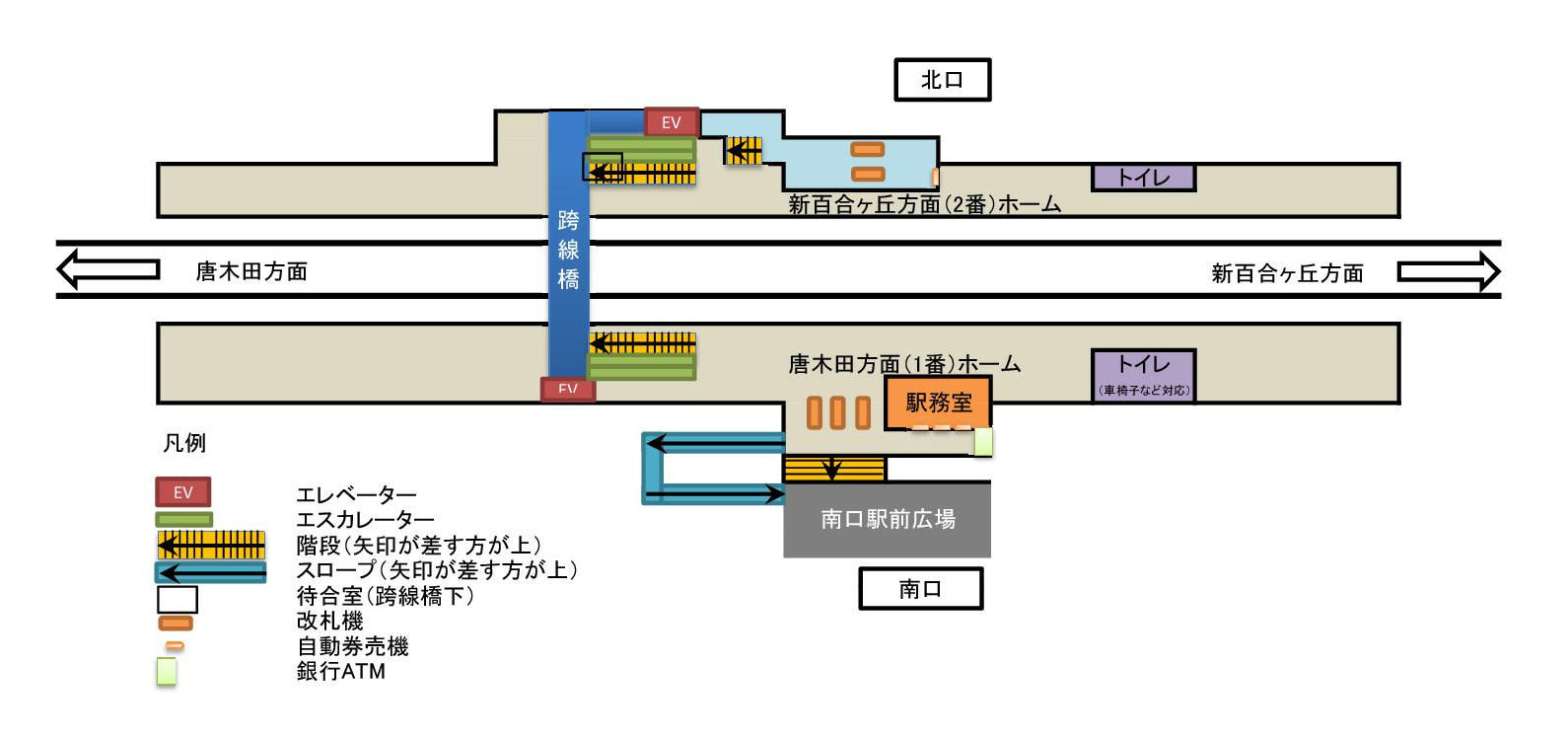
하루히노역 구내 약도

### 승강장
| 번호 | 노선   | 방향 | 행선                               |
| ---- | ------ | ---- | ---------------------------------- |
| 1    | 다마선 | 하행 | 오다큐타마센터·가라키다 방면       |
| 2    | 다마선 | 상행 | 신유리가오카·신주쿠·지요다 선 방면 |

## 역 주변
당역에서는 대체로 도보 10분권의 역 주변에 위치한 시설과 버스 정류장에 대해 서술한다.
1992년 11월 택지 개발이 착공될 때까지는 이 역 주변은 산림이었다. 당역 주변의 개발 구상은 1973년경부터 존재했었지만 주민들의 합의를 얻지 못하여 개발이 일단 중단되었고, 개발 재개 후에도 반대 운동 등의 영향으로 개발이 장기화, 구상에서 30년이 지난 2003년 11월에 거주가 시작되었다.
하루히노의 전 지역이 주택지로 개발되고, 행정 상업 시설로서 계획된 2구역 중 1구획이 집합 주택 전용된 것도 있으며, 남쪽 출입구 앞의 행정 상업 시설 구역에 개업한 대규모 약국과 슈퍼들이 들어서고 하루히노 쇼핑 센터와 북쪽 출입구 근처에 위치한 오다큐 그룹의 리스토란테 아베테를 제외하고 대규모 상업 시설은 없다. 남쪽 출입구에는 하루히노 메디컬 빌리지로 불리는 소아과, 내과 정형 외과 등의 진료소와 조제 약국이 입주하는 구역이나, 초등학교와 중학교가 합축된 가와사키시 중립 하루히노 초등학교 하루히노 중학교가 있다. 당초 학교 외 유치원이나 소방서도 역 주변에 유치할 계획이었지만 2001년 11월에 가와사키시에서 공익 용지 매수가 거부된 후 수차의 계획 변경을 거쳐 2005년 2월에 시 의회에서 학교 건설이 의결되고 현 위치에 PFI방식으로 초, 중학교가 건설되었다. 유치원은 공립 건설이 무산되고 사립 유아원이 남쪽 출입구 근처에 개업한 것 외에 사회 복지 법인 운영의 보육원 2건이 마찬가지로 남문에 있다. 역 북동쪽을 지나는 지방 도로 아사오렌코지 선변에는 체인계 식당 등 및 게이오 와카바다이 골프 연습장도 도보권에 입지하고 있지만 음식점이 모두 지번으로는 구로카와에 속한다. 현도 아사오렌코지 선의 언덕을 내려가지 않은 곳에 게이오 사가미하라선 와카바다이역이 있지만 당역 북쪽 출입구에서 도보로 약 10분을 걸어가야 한다.

## 역사
- 1974년 6월 1일: 오다큐 다마선 개통.
- 2000년 12월경: 오다큐에서 신역 계획.
- 2002년 9월: 신역사 설치 설명회.
- 2003년
  - 2월 14일: 오다큐가 국토교통성에 신역 인가 신청.
  - 11월: 착공.
- 2004년
  - 12월 7일: 역 개설.
  - 12월 11일: 영업 개시.
- 2008년 11월: 미나미구치 역전 광장 완성.
- 2011년 3월 31일: 이나기시 순환 버스(i버스)가 남쪽 출입구에서 개시.
- 2014년 3월 15일: 다이아 개정에 의한 준급 정차역이 됨.

## 사진

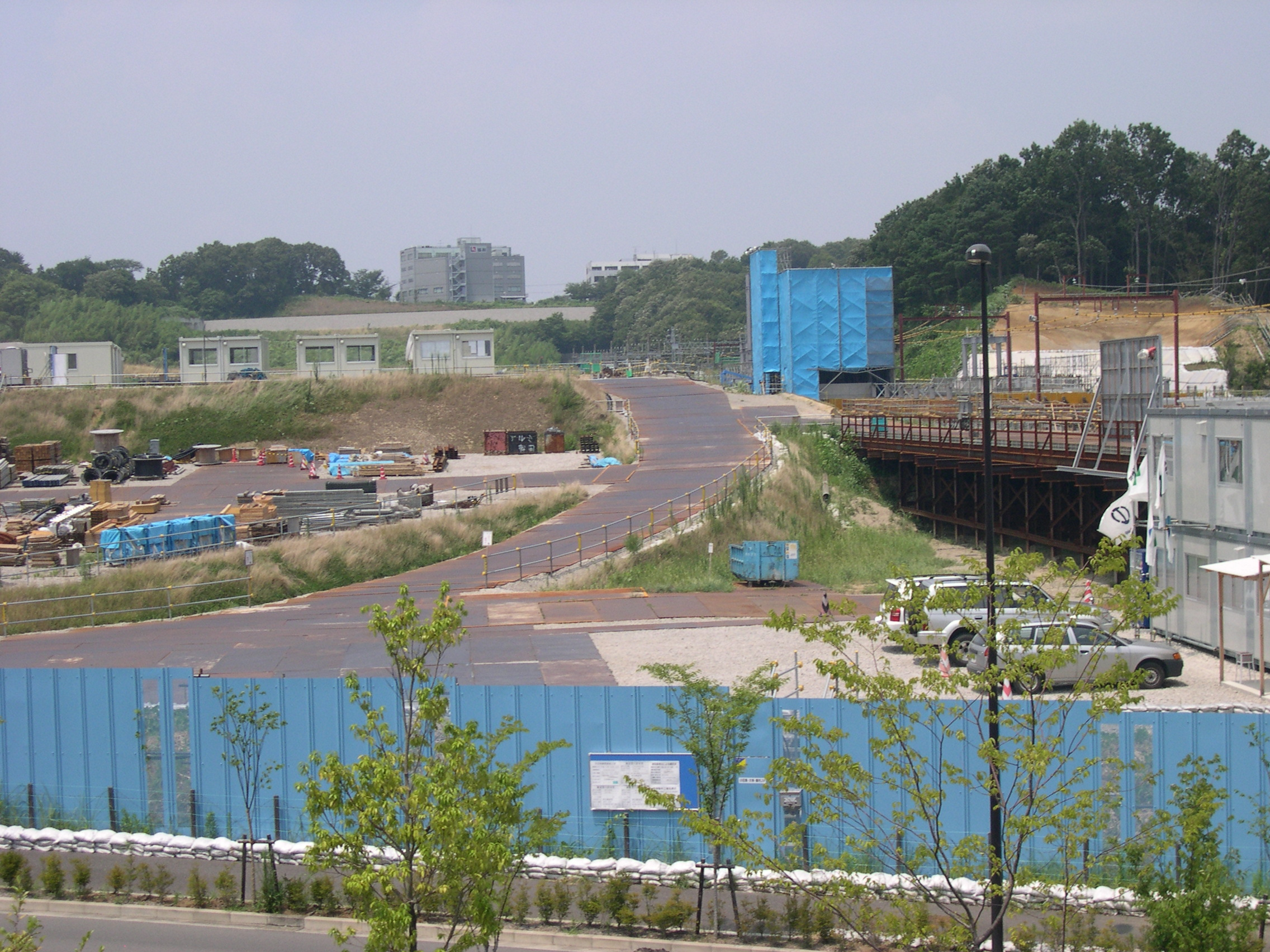
공사 중인 당시의 하루히노역
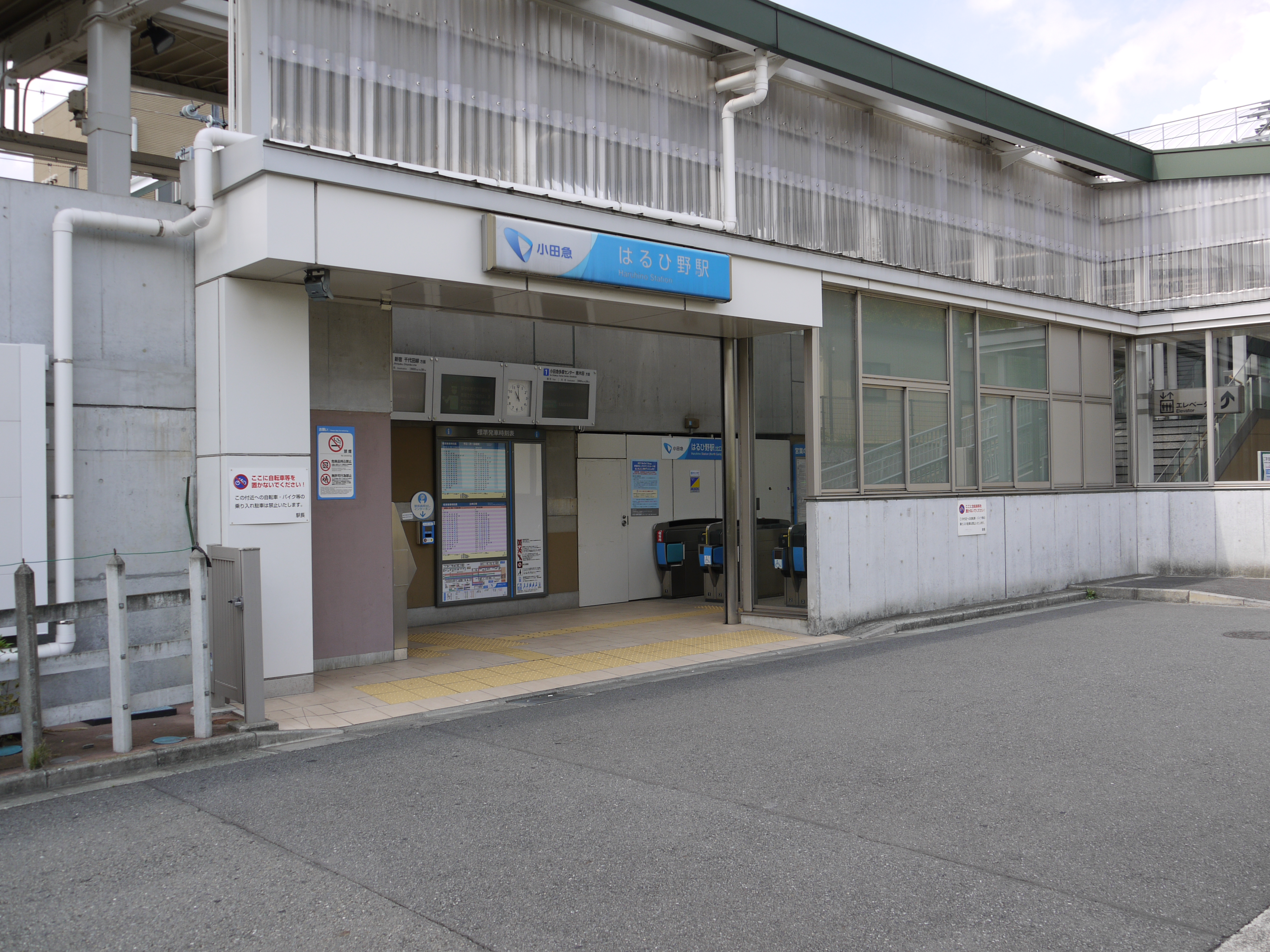
북쪽 출입구
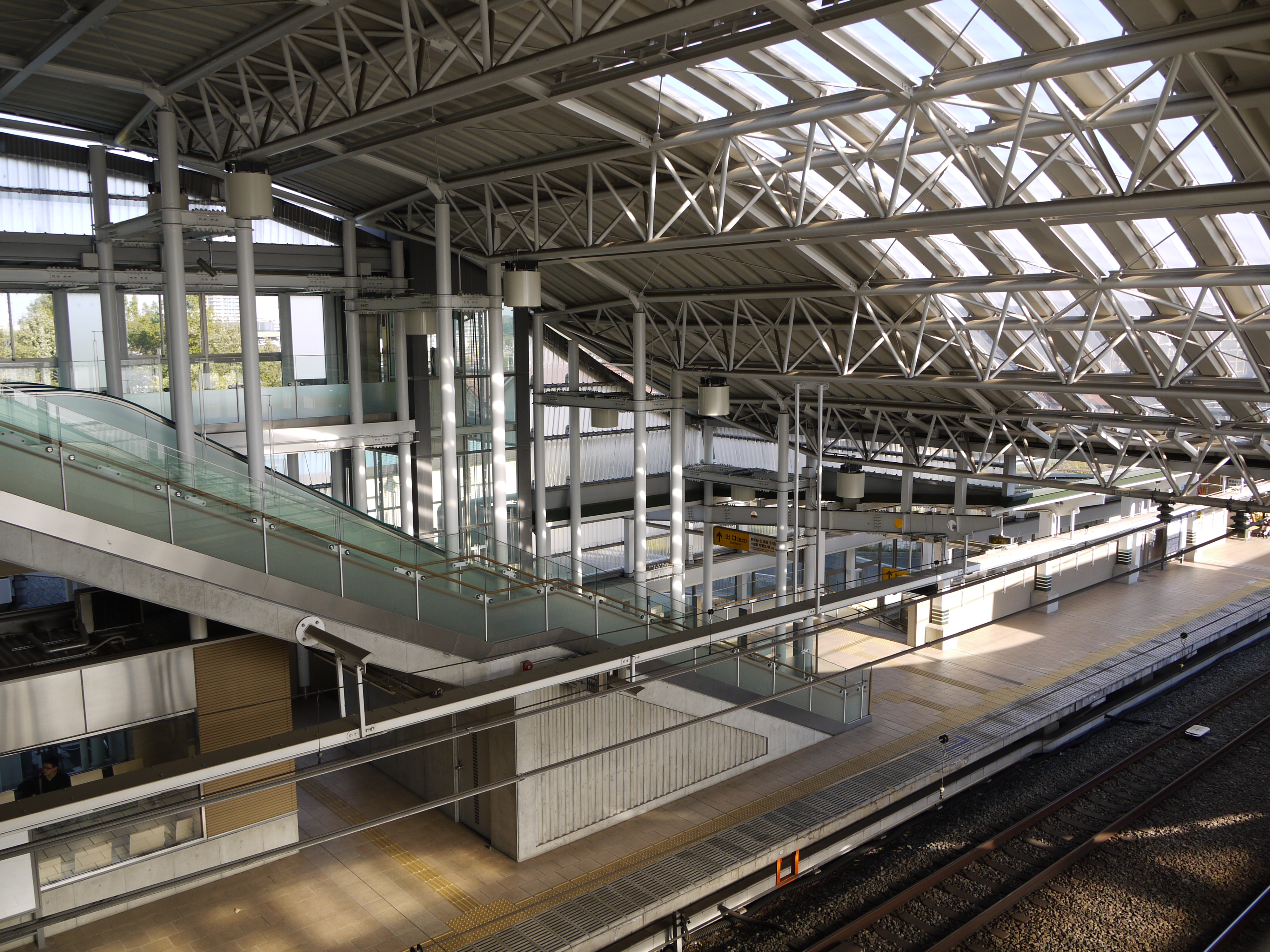
역 내부
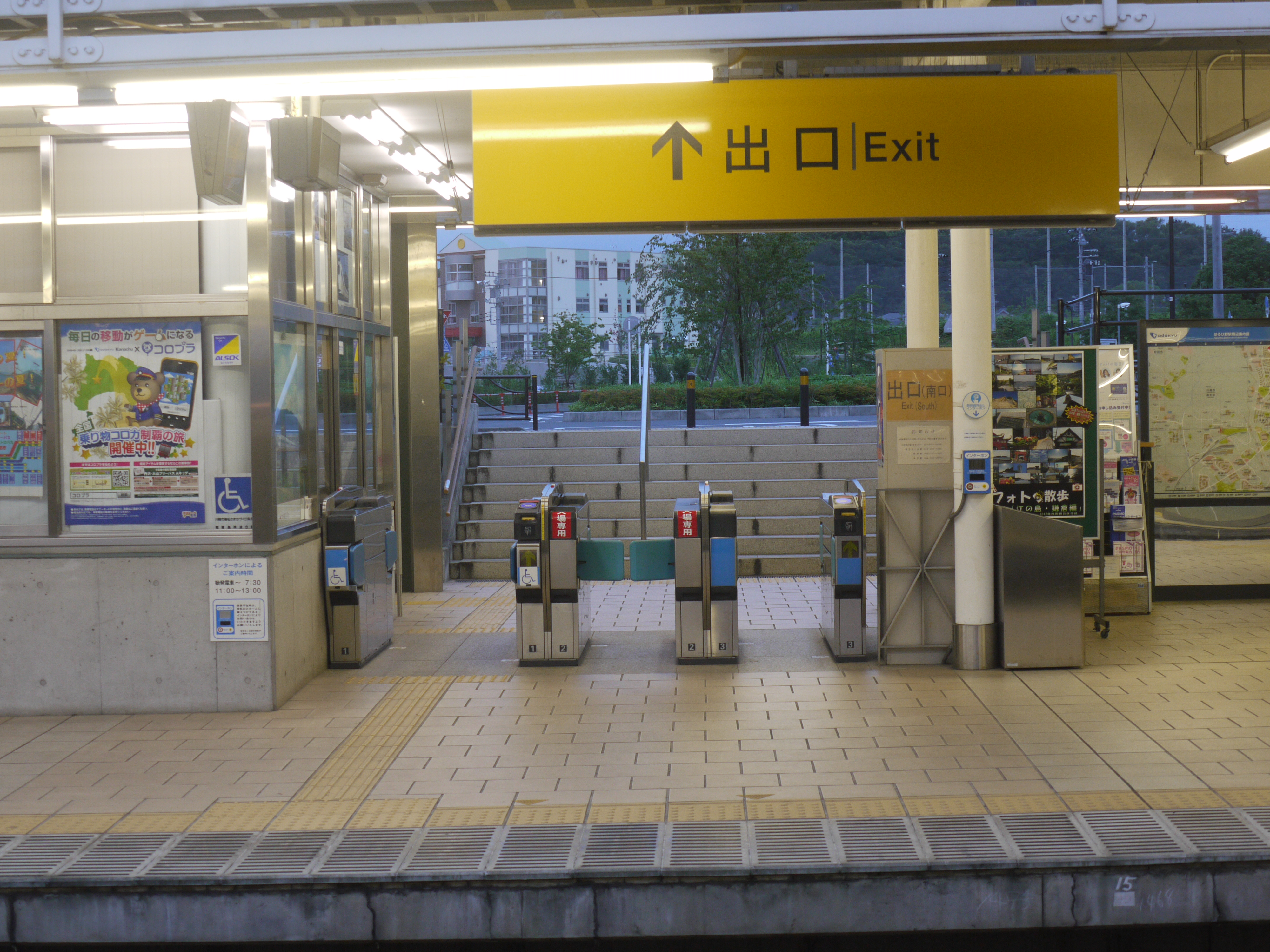
개찰구
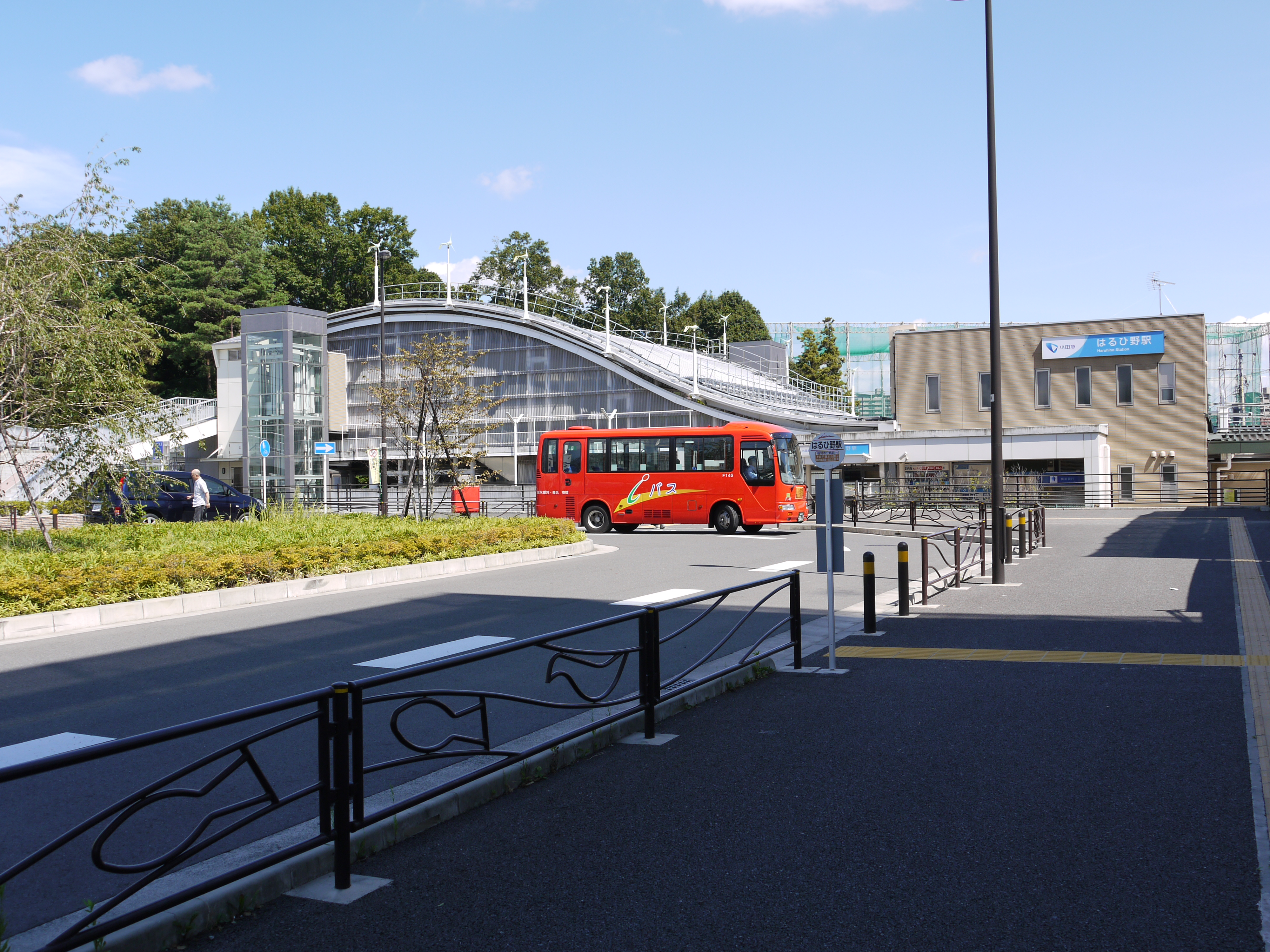
I버스 정류장
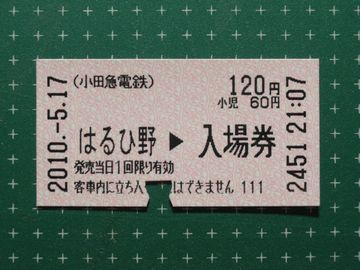
승강장 출입 티켓

## 인접역
| 오다큐 다마선                    | 오다큐 다마선         | 오다큐 다마선                      |
| -------------------------------- | --------------------- | ---------------------------------- |
| (무정차통과)                     | ■ 쾌속급행 □ 통근급행 | (무정차통과)                       |
| OT 03 구로카와 신유리가오카 방면 | ■ 급행 ■ 각역정차     | 오다큐나가야마 OT 05 가라키다 방면 |